# بيتر ستيوارت
بيتر ستيوارت (1730 - ) (بالإنجليزية: Peter Stewart) هو لاعب كريكت بريطاني.